# حبیب‌الله شفیق
حبیب‌الله شفیق (۱۳۱۰ خورشیدی – بهمن ۱۳۸۴) سیاستمدار از بنیانگذاران حزب موتلفه اسلامی قبل از انقلاب سال پنجاه و هفت بود.
وی پس از انقلاب از مؤسسان کمیته و اعضای شورای مرکزی کمیته امداد ۹. و عضو هیئت امنای بنیاد مستضعفان و جانبازان بود. روح‌الله خمینی طی حکمی به مهدی کروبی، ایشان را به اتفاق آقایان حبیب‌الله عسکراولادی و حبیب‌الله شفیق مأمور تشکیل کمیته امداد کرد. در بخشی از پیام روح الله خمینی اینگونه آمده است که:
«به جنابعالی مأموریت داده می‌شود که به اتفاق آقایان حاج حبیب اللَّه عسکر اولادی و آقای حاج حبیب اللَّه شفیق در تشکیل کمیته‌های امداد در تهران و شهرستانها اقدام لازم را نموده و حسابی تحت همین عنوان امداد باز کرده و وجوهی که تعیین شده، در حساب مزبور واریز نموده و با حُسن تدبیر کمیته‌های مزبور را سرپرستی کنید».
از دیگر مسولیت‌های وی می‌توان به مدیریت مدرسه رفاه، تأسیس صندوق‌های قرض الحسنه و خیریه‌هایی مانند ستاد مردمی کمک به زندانیان نیازمند اشاره کرد.
همسر شفیق خواهر رضا استادی امام جمعهٔ سابق قم، نماینده دوره‌های سوم و چهارم مجلس خبرگان رهبری، عضو شورای عالی مدیریت حوزهٔ علمیهٔ قم و عضو برجستهٔ جامعهٔ مدرسین حوزهٔ علمیهٔ قم است.
او که از همرزمان مهدی عراقی و صادق امانی و از دوستان قدیمی حبیب‌الله عسگر اولادی بود، پیش از آغاز مبارزات انقلابی از کسبه‌  مشهور بازار تهران بود. وی از نخستین حلقه یاران روح‌الله خمینی در مبارزه علیه شاه بود.
شفیق از جمله گزینه‌های پیشنهادی حبیب‌الله عسگر اولادی برای وزارت جهاد کشاورزی در دوره نخست‌وزیری میرحسین موسوی بود.

## درگذشت
حبیب‌الله شفیق در هفتاد و چهار سالگی بر اثر بیماری کبدی درگذشت.